# نوسکو
نوسکو (به ایتالیایی: Nusco) یک کومونه در ایتالیا است که در استان آولینو واقع شده‌است.

## خصوصیات
نوسکو ۵۳٫۴ کیلومتر مربع مساحت و ۴٬۲۸۰ نفر جمعیت دارد و ۹۱۴ متر بالاتر از سطح دریا واقع شده‌است.

## خواهرخوانده
شهرهای لانچانو، وینچی (توسکانی) و تریکاریکو خواهرخوانده‌های نوسکو هستند.